# Stubenberg (Niederbayern)

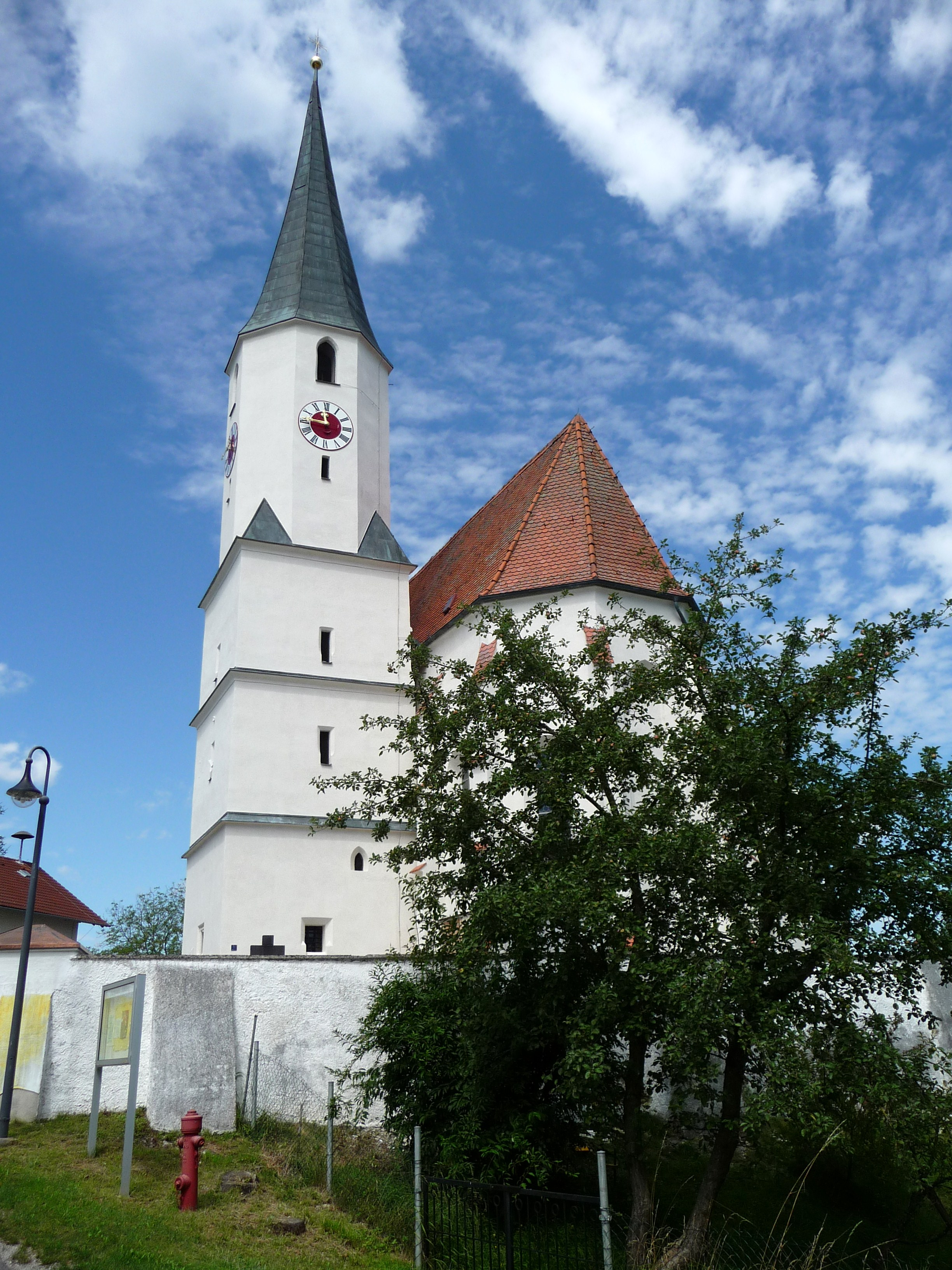
Pfarrkirche von Stubenberg

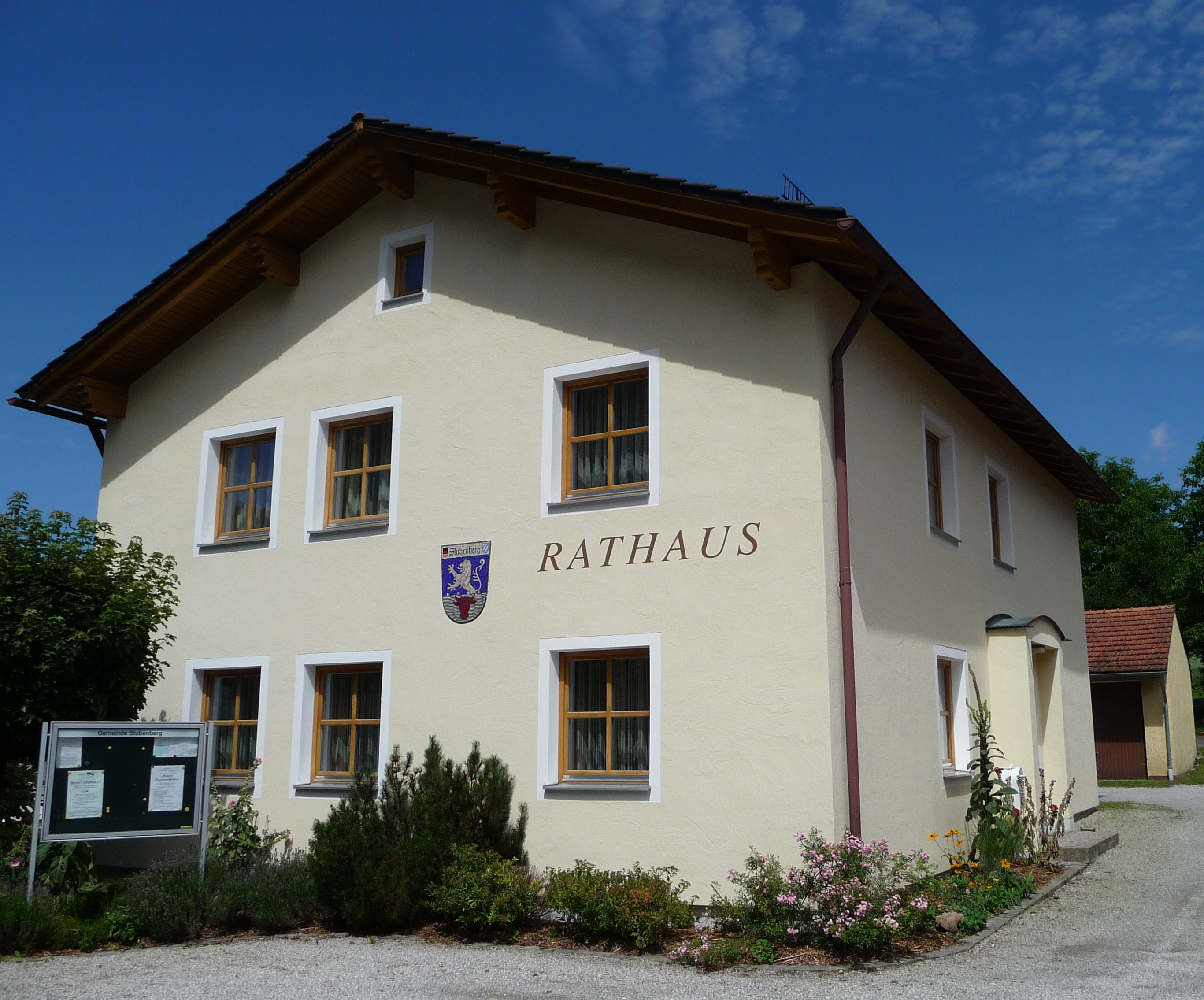
Rathaus von Stubenberg

Stubenberg ist eine Gemeinde im niederbayerischen Landkreis Rottal-Inn. Die Gemeinde ist  Mitglied der Verwaltungsgemeinschaft Ering.

## Geografie

### Geografische Lage
Stubenberg liegt im Landkreis Rottal-Inn, Bezirk Niederbayern, in einem kleinen Seitental des Inns etwa 8 km nordöstlich von Simbach bzw. 9 km von Braunau, 21 km südwestlich der Kreisstadt Pfarrkirchen und 25 km südwestlich von Pocking. Die jetzige am Ort vorbeiführende B 12 soll zur A 94 ausgebaut werden, welche Passau (50 km) mit der Landeshauptstadt München (130 km) verbinden wird. Die nächstgelegene Bahnstation befindet sich in Simbach am Inn.

### Gemeindegliederung
Es gibt 70 Gemeindeteile:
- Adlkind
- Amering
- Außenkager
- Außergernwallen
- Bertenöd
- Bildenöd
- Brunndobl
- Buch
- Burner
- Ebertsöd
- Eder
- Edmaier
- Engleiten
- Engshub
- Freinberg
- Friedlhof
- Fünfeichen
- Fürstberg
- Geißen
- Geitenöd
- Gschwandt
- Hartdobl
- Haslböck
- Hinterelexenau
- Hinterndobl
- Hocheck
- Hoisweber
- Hösling
- Hub
- Hubmühle
- Innenkager
- Kaltenöd
- Kammerhub
- Kröft
- Lechner
- Lehning
- Lichtenburg
- Loh
- Maierhof
- Mühlau
- Neßling
- Oberölling
- Pechl
- Plenkl
- Pranz
- Prienbach
- Roßbach
- Schachen
- Schachendobl
- Schacheneck
- Schachenthal
- Scherbl
- Schleitzenhof
- Schneiderbauer
- Schwarzmühl
- Seebauer
- Staudach
- Steinberg
- Steininger
- Straßen
- Stubenberg
- Überacker
- Ungerer
- Vorderelexenau
- Walddobel
- Weingarten
- Weisleithen
- Windhag
- Würst
- Zehentleiten

Außerdem gibt es die Wohnplätze Berghäusl, Steindobl und Steinhögl.
Es gibt nur die Gemarkung Stubenberg.

## Geschichte

### Bis zur Gemeindegründung
Erste Inhaber der Ortschaft Stubenberg waren die Closen, von denen sich nachweisbar ein Zweig im Jahre 1401 nach Stubenberg benannte. Im Jahre 1512 verkauften die Closen die geschlossene Hofmark Stubenberg an die Baumgarten, die im Jahre 1560 auch die Hofmark Prienbach besaßen. Der Ort war aber Teil des Kurfürstentums Bayern. Ab 1722 blühte in Stubenberg vorübergehend eine Marienwallfahrt. Die Burg wurde 1743 im Österreichischen Erbfolgekrieg zerstört und im Jahr 1800 ganz abgebrochen. Lediglich ein Turmreststück, das in ein Bauernhaus eingebaut wurde, blieb erhalten.
Mit dem Frieden von Teschen 1779 kamen die östlich des Inn gelegenen Gebiete des kurfürstlichen Rentamtes Burghausen als „Innviertel“ zu Österreich. Dies hatte auch Auswirkungen auf Stubenberg, da der Untere Inn, der bis dahin in erster Linie ein Handelsweg innerhalb Bayerns gewesen war, damit zum Grenzfluss zwischen Bayern und Österreich ob der Enns wurde.
Im Zuge der Verwaltungsreformen in Bayern wurde mit dem Gemeindeedikt von 1818 die heutige Gemeinde geschaffen.

### Verwaltungsgemeinschaft
Die Verwaltungsgemeinschaft mit Ering ist eine Folge der Gebietsreform in den Jahren 1970 bis 1972.

### Einwohnerentwicklung
Zwischen 1988 und 2018 wuchs die Gemeinde von 1305 auf 1377 um 72 Einwohner bzw. um 5,5 %.
- 1840: 0828 Einwohner
- 1871: 1004 Einwohner
- 1900: 1073 Einwohner
- 1925: 1181 Einwohner
- 1950: 1591 Einwohner
- 1961: 1270 Einwohner
- 1970: 1191 Einwohner
- 1987: 1307 Einwohner
- 1991: 1340 Einwohner
- 1995: 1323 Einwohner
- 2000: 1402 Einwohner
- 2005: 1454 Einwohner
- 2010: 1418 Einwohner
- 2015: 1373 Einwohner

(Quelle unter)

## Politik

### Gemeinderat
Die Gemeinderatswahlen seit 2014 ergaben folgende Sitzverteilungen:
| Partei/Liste                                                                  | Sitze | Sitze |
| Partei/Liste                                                                  | 2020  | 2014  |
| ----------------------------------------------------------------------------- | ----- | ----- |
| Bürgerliste Stubenberg                                                        | 10    | 8     |
| Bunte Bürgerliste – Interessengemeinschaft Stubenberg – Fürstberg – Prienbach | 2     | –     |
| Freie Wähler Stubenberg                                                       | –     | 4     |

### Bürgermeister
Erster Bürgermeister ist seit 1. Mai 2008 Willibald Galleitner (Freie Wähler Stubenberg).

## Kultur und Sehenswürdigkeiten
Um 1800 entstanden die Stubenberger Liederbücher mit geistlichen und weltlichen Gesängen. Unter dem Titel „Stubenberger Handschriften“ sind die Liederbücher veröffentlicht.
Die mittelalterliche Pfarrkirche St. Georg und Urban aus der Zeit um 1470 wurde nach dem Brand von 1743 im Inneren barockisiert. Dabei baute man als nördliches Seitenschiff die Frauenkapelle an. Der barocke Hochaltar wurde 1978 aufgestellt. Er enthält eine gotische Figur des hl. Georg. Die Seitenaltäre sowie die Kanzel entstanden um 1770. Die Fresken aus dem Jahr 1773 stammen von Carl Johann Gasteiger.
In der Frauenkapelle befindet sich das Gnadenbild, eine Marienstatue mit Kind aus der Zeit um 1600. Die Wallfahrt, an die ein Mirakelbuch aus dem 18. Jahrhundert erinnert, ist weitgehend eingeschlafen. Sehenswert sind auch die 16 Grabdenkmäler aus rotem Marmor aus dem 16. und 17. Jahrhundert. 
Die Pfarrkirche St. Stephan in Prienbach dürfte im späten 15. Jahrhundert errichtet worden sein. Sie besitzt ein Netzrippengewölbe und einen um 1680 entstandenen barocken Hochaltar mit Viersäulenaufbau.

## Meteorit
2016 fiel in der Nähe des Ortes ein 1473 Gramm schwerer Steinmeteorit des Typs LL6. Er wurde unter dem offiziellen Namen Stubenberg registriert.

## Wirtschaft und Infrastruktur

### Wirtschaft einschließlich Land- und Forstwirtschaft
Es gab 1998 nach der amtlichen Statistik im produzierenden Gewerbe 57 und im Bereich Handel und Verkehr 86 sozialversicherungspflichtig Beschäftigte am Arbeitsort. Sozialversicherungspflichtig Beschäftigte am Wohnort gab es insgesamt 415. Im verarbeitenden Gewerbe gab es zehn Betriebe, im Bauhauptgewerbe vier Betriebe. Zudem bestanden im Jahr 1999 60 landwirtschaftliche Betriebe mit einer landwirtschaftlich genutzten Fläche von 1205 ha, davon waren 834 ha Ackerfläche und 369 ha Dauergrünfläche.

### Bildung
Es gibt folgende Einrichtungen:
- Kindergärten: 25 Kindergartenplätze mit 32 Kindern (Stand: 1999)
- Grundschule Prienbach in der Schulstraße 2 mit 66 Schülern und vier hauptamtlichen Lehrkräften (Stand: 2017/2018).[10]

### Söhne und Töchter Stubenbergs
- Georg Hartdobler (1774–1851), ab 1799 Organist in St. Jakob (Burghausen), Schüler Michael Haydns und Lehrer Franz X. Grubers
- Rudolf Schlögl (* 1955), Historiker und Hochschullehrer

### Personen mit Bezug zu Stubenberg
- Adalbert Braun (1843–1915), Landwirt und Politiker, Mitglied des Bayerischen Landtags
- Josef Braun (1892–1971), Politiker, Bürgermeister von Stubenberg, Mitglied des Bayerischen Landtags
- Gottfried Loher (1914–1995), Landwirt und Politiker, Mitglied des Bayerischen Landtags